# تیم ملی بسکتبال کرواسی

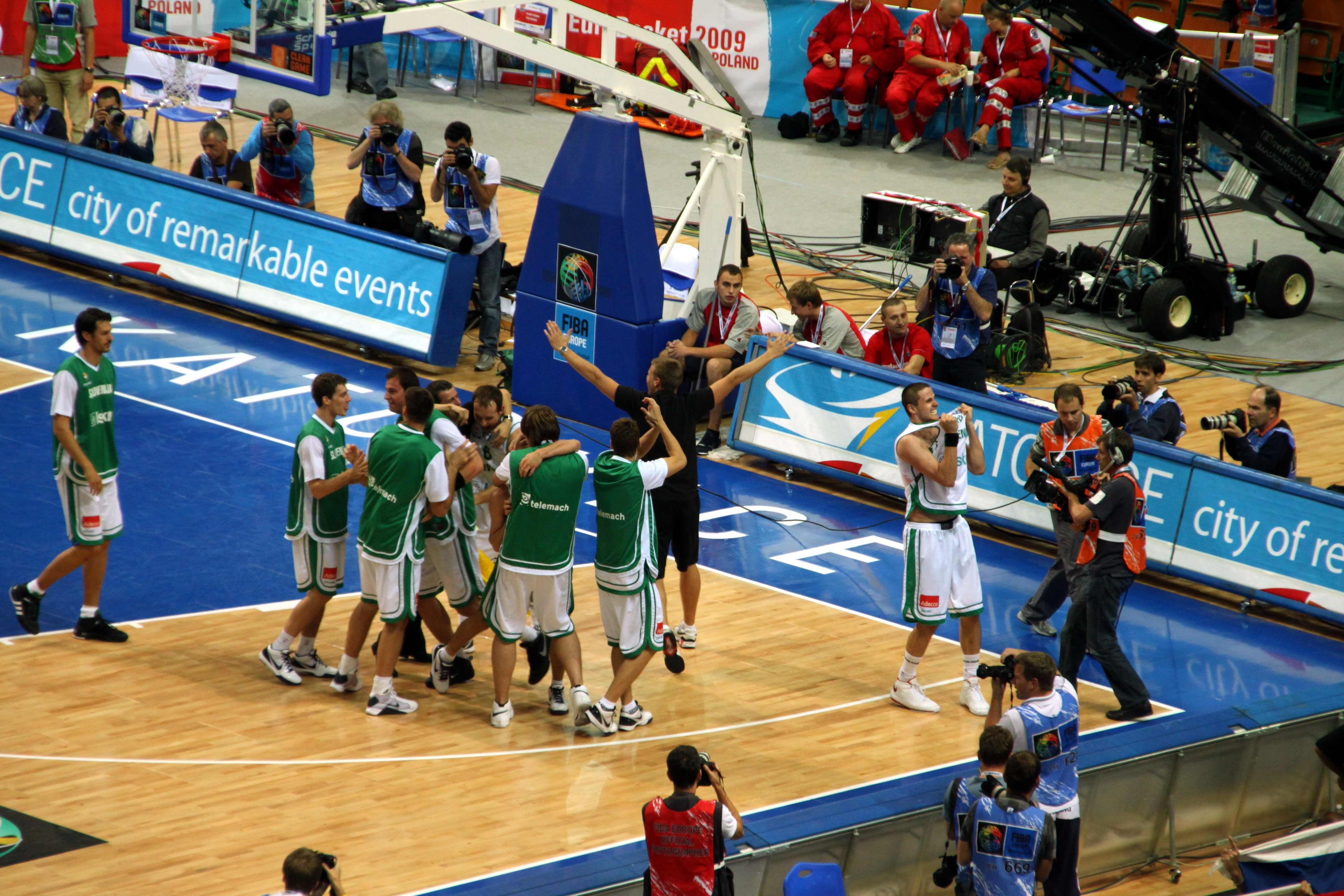

تیم ملی بسکتبال کرواسی، نام تیم رسمی بزرگسالان کشور کرواسی و از تیمهای برتر بسکتبال جهان است.
این تیم در رده‌بندی جهانی فیبا در سال ۲۰۱۲ در مقام نوزدهم قرار داشت.

## تاریخچه
قبل از استقلال کرواسی
کرواسی اولین بازی دوستانه غیر رسمی خود را در ۲ ژوئن ۱۹۶۴در کارلواتس انجام داد. تیم کرواسی مقابل تیم ایالات متحده بازی کرد و ۶۵-۱۱۰شکست خورد.